# Interclubs 2003/04
Die Interclubs 2003/04 war die belgische Mannschaftsmeisterschaft im Schach.
Meister wurde der KSK 47 Eynatten, der alle Wettkämpfe gewann. Absteigen mussten der SK Moretus Hoboken und Cercle des Echecs de Watermael-Boitsfort.
Zu den gemeldeten Mannschaftskadern siehe Mannschaftskader der Interclubs 2003/04.

## Spieltermine
Die Wettkämpfe wurden am 5. und 19. Oktober, 2., 16. und 30. November 2003, 11. und 18. Januar, 1. und 15. Februar, 7. und 21. März 2004 gespielt und fanden dezentral bei den beteiligten Vereinen statt.

## Modus
Die zwölf teilnehmenden Mannschaften spielten ein einfaches Rundenturnier. Über die Platzierung entschied zunächst die Anzahl der Brettpunkte (ein Punkt für einen Sieg, ein halber Punkt für ein Remis, kein Punkt für eine Niederlage) und dann die Zahl der Mannschaftspunkte (ein Punkt für einen Mannschaftssieg, ein halber Punkt für ein Unentschieden, kein Punkt für eine Niederlage).

## Abschlusstabelle
| Pl. | Verein                                                 | Sp | G  | U | V  | Brett-P.  | MP       |
| --- | ------------------------------------------------------ | -- | -- | - | -- | --------- | -------- |
| 01. | KSK 47 Eynatten I. Mannschaft                          | 11 | 11 | 0 | 0  | 67,5:20,5 | 11:0     |
| 02. | Boey Temse                                             | 11 | 8  | 1 | 2  | 57,5:30,5 | 8,5:2,5  |
| 03. | KSK Rochade Eupen-Kelmis                               | 11 | 6  | 2 | 3  | 51,5:36,5 | 7:4      |
| 04. | KSK 47 Eynatten II. Mannschaft                         | 11 | 6  | 1 | 4  | 50,0:38,0 | 6,5:4,5  |
| 05. | Koninklijke Gentse Schaakkring Ruy Lopez               | 11 | 3  | 4 | 4  | 42,5:45,5 | 5:6      |
| 06. | Koninklijke Brugse Schaakkring                         | 11 | 4  | 2 | 5  | 42,5:45,5 | 5:6      |
| 07. | Cercle des Echecs de Charleroi                         | 11 | 4  | 3 | 4  | 41,0:47,0 | 5,5:5,5  |
| 08. | LVL Fortis                                             | 11 | 1  | 5 | 5  | 39,0:49,0 | 3,5:7,5  |
| 09. | Borgerhoutse SK                                        | 11 | 3  | 3 | 5  | 38,0:50,0 | 4,5:6,5  |
| 10. | Cercle Royal des Echecs de Liège et Echiquier Liègeois | 11 | 4  | 2 | 5  | 37,0:51,0 | 5:6      |
| 11. | SK Moretus Hoboken                                     | 11 | 3  | 2 | 6  | 37,0:51,0 | 4:7      |
| 12. | Cercle des Echecs de Watermael-Boitsfort               | 11 | 0  | 1 | 10 | 24,5:63,5 | 0,5:10,5 |

### Entscheidungen
|  | Belgischer Meister: KSK 47 Eynatten                                                       |
|  | Absteiger in die Division 2: SK Moretus Hoboken, Cercle des Echecs de Watermael-Boitsfort |

## Kreuztabelle
| Ergebnisse | Ergebnisse                                             | 01. | 02. | 03. | 04. | 05. | 06. | 07. | 08. | 09. | 10. | 11. | 12. |
| ---------- | ------------------------------------------------------ | --- | --- | --- | --- | --- | --- | --- | --- | --- | --- | --- | --- |
| 01.        | KSK 47 Eynatten I. Mannschaft                          |     | 4½  | 5   | 5   | 6   | 6   | 6   | 5   | 7½  | 8   | 6½  | 8   |
| 02.        | Boey Temse                                             | 3½  |     | 4½  | 6   | 5½  | 3½  | 6   | 4   | 6½  | 6½  | 4½  | 7   |
| 03.        | KSK Rochade Eupen-Kelmis                               | 3   | 3½  |     | 6   | 4   | 4½  | 5½  | 4   | 5½  | 3½  | 7   | 5   |
| 04.        | KSK 47 Eynatten II. Mannschaft                         | 3   | 2   | 2   |     | 4½  | 5½  | 4   | 6½  | 6½  | 6   | 3½  | 6½  |
| 05.        | Koninklijke Gentse Schaakkring Ruy Lopez               | 2   | 2½  | 4   | 3½  |     | 4   | 6   | 4   | 4   | 3   | 4½  | 5   |
| 06.        | Koninklijke Brugse Schaakkring                         | 2   | 4½  | 3½  | 2½  | 4   |     | 3½  | 5   | 2   | 5   | 4   | 6½  |
| 07.        | Cercle des Echecs de Charleroi                         | 2   | 2   | 2½  | 4   | 2   | 4½  |     | 4   | 4   | 6   | 5   | 5   |
| 08.        | LVL Fortis                                             | 3   | 4   | 4   | 1½  | 4   | 3   | 4   |     | 3   | 3   | 5½  | 4   |
| 09.        | Borgerhoutse SK                                        | ½   | 1½  | 2½  | 1½  | 4   | 6   | 4   | 5   |     | 4   | 3½  | 5½  |
| 10.        | Cercle Royal des Echecs de Liège et Echiquier Liègeois | 0   | 1½  | 4½  | 2   | 5   | 3   | 2   | 5   | 4   |     | 4   | 6   |
| 11.        | SK Moretus Hoboken                                     | 1½  | 3½  | 1   | 4½  | 3½  | 4   | 3   | 2½  | 4½  | 4   |     | 5   |
| 12.        | Cercle des Echecs de Watermael-Boitsfort               | 0   | 1   | 3   | 1½  | 3   | 1½  | 3   | 4   | 2½  | 2   | 3   |     |

## Die Meistermannschaft
| 1.            | KSK 47 Eynatten |
| Schachfiguren | Ivan Sokolov, Igor Khenkin, Christopher Lutz, Erik van den Doel, Arkadij Naiditsch, Róbert Ruck, Csaba Horváth, József Horváth, Ádám Horváth, Oleksandr Holoschtschapow, Ian Rogers, Friso Nijboer, Mychajlo Holubjew, Petar Popović, Michail Saizew, Matthias Röder, Yuri Boidman, Cemil Gülbaş, Klaus-Jürgen Schulz, Norbert Coenen, Hans-Hubert Sonntag. |